# 野一色助義
野一色助义，是日本战国时代至安土桃山时代的武将，为骏河国骏府城十四万石大名•中村氏之家老，战死于关原之战的前哨战•杭濑川之战。通称野一色赖母。

## 生平
賴母曾幫助過明智光秀之女明智玉子逃脫，而當時他被大批軍隊包圍，經過眾人突圍之後，才得以逃脫。

## 杭瀨川之戰
島左近命蒲生賴鄉與明石全登於杭瀨川附近的村落埋伏，而他本人則越過杭瀨川至有馬豐氏及中村一榮陣地前收割米稻及放火，對其做出挑釁舉動，這使得有馬豐氏及中村一榮受不了而率兵出擊。
左近見挑釁成功，率兵撤退往杭瀨川，中村一榮則尾隨在後，結果遭到蒲生賴鄉的埋伏，左近亦回軍反擊，使得中村一榮陷入苦戰，有馬豐氏欲支援中村一榮卻反遭明石全登的埋伏射擊受創。最後島左近成功擊敗中村一榮及有馬豐氏的軍隊，賴母來不及逃脫就被左近帳下士兵刺殺而死。